# Guo Lanying
Guo Lanying (郭兰英, nacida en diciembre de 1929 en Pingyao, Shanxi) es una notable cantante soprano de ópera china, más conocida por interpretar canciones patrióticas como "Mi Patria" (1956) y "Nanniwan" (1943).
Ella nació en el seno de una familia pobre en Pingyao, central de Shanxi, y comenzó a estudiar en el "Bangzi Shanxi", una formación de ópera local, a la edad de seis años. Ella inició su carrera incursionando en la compañía teatral local en Taiyuan, a la edad de 11 años.
En la década de los años 1940 se especializó en ópera en la United University (华北 联合 大学), al norte de China y actuando interpretando un tema musical organizado por la Universidad y la Compañía de Danza. Con esa compañía, actuó dramas danza muchos.
Después de la Revolución china, Guo se convirtió en la artista principal de la canción y del teatro y de la danza del Conservatorio Central de Música, Centro de Ópera Experimental y Ópera House. Interpretó sus principales personajes en muchas óperas, entre ellas The White Haired Girl y The Marriage of Little Er Hei.. En la década de 1960, participó en una película titulada The East Is Red.
Junto con el cantante Kun Wang, fue miembro de la primera generación de artistas chinos para obtener una formación en el extranjero. Visitó la Unión Soviética, Rumania, Polonia, Checoslovaquia, Yugoslavia, Italia, Japón y otras naciones.
Guo se retiró en 1982, sin dejar de enseñar en el Conservatorio de Música de Pekín. En 1986 se estableció en el "Guo Lanying Art School" en Cantón.